# بالا (تشاد)
بالا هي بلدة في تشاد عاصمة منطقة مايو-كيبي الغربية، يتحدث الناس في بالا اللغة الفولانية.
معظم مسيحيو تشاد يقطنون في بالا

،أول منجم للفحم أٌفْتٌتِح في بالا، تشتهر المدينة بمطارها.

## روابط خارجية
- gold mine opened